# Apollo Has Fallen
Production
Diffusion
Chronologie
La Chute de Paris
Apollo Has Fallen est une série télévisée internationale réalisée par David Caffrey et Alice Troughton d'après un scénario de Howard Overman.
Ce thriller politique est une coproduction de Studiocanal, de la société britannique Urban Myth Films et des deux sociétés à l'origine de la franchise cinématographique : la société américaine Millennium Media et la société britannique G-Base, la société de Gerard Butler,.
La série fait suite à La Chute de Paris (Paris Has Fallen),,.

## Distribution
- Tewfik Jallab (VF : lui-même) : Vincent Taleb, ancien officier de protection
- Ritu Arya (VF : Sandra Valentin) : Zara Taylor, agent du MI6
- Jacek Koman :
- Richard Dormer :
- Charlotte Spencer :
- Arthur Darvill :
- Annabel Scholey :
- Aylin Tezel :

## Production

### Genèse et développement
La série est créée et écrite par Howard Overman et réalisée par David Caffrey et Alice Troughton,,.
La production est assurée par Julian Murphy Johnny Capps et Howard Overman pour Urban Myth Films, M-K Kennedy et Paul Gilbert pour Studiocanal, Gerard Butler et Alan Siegel pour G-Base et Avi Lerner, Jonathan Yunger et Yariv Lerner pour Millennium.

### Tournage
Le tournage de la série se déroule à partir du mois de mars 2025 au Royaume-Uni, à Malte et en Espagne,.

### Fiche technique
Sauf indication contraire, les informations mentionnées dans cette section peuvent être confirmées par les bases de données cinématographiques IMDb et Allociné,  présentes dans la section « Liens externes ».
- Titre original : Apollo Has Fallen
- Titre français : La Chute d'Apollon
- Genre : action, thriller politique
- Création : Howard Overman[1],[2]
- Réalisation : David Caffrey et Alice Troughton[1],[2]
- Scénario : Howard Overman,[2]
- Production : Johnny Capps, Julian Murphy, Howard Overman, M-K Kennedy, Paul Gilbert, Gerard Butler, Alan Siegel, Avi Lerner, Jonathan Yunger et Yariv Lerner
- Sociétés de production : Studiocanal, Urban Myth Films, Millenium et G-Base[1]
- Sociétés de distribution : Studiocanal[2]
- Pays de production :  États-Unis,  France,  Royaume-Uni
- Format : couleur
- Nombre de saisons : 1
- Nombre d'épisodes[1],[5] : 8
- Durée : 52 minutes[5]
- Dates de première diffusion :